# Baltika (bryggeri)
 For alternative betydninger, se Baltika. (Se også artikler, som begynder med Baltika)
Baltika er et russisk bryggeri, fra Skt. Petersburg. Det er Europas næststørste bryggeri efter Heineken, og sælger det meste øl i Rusland og mange andre steder i Østeuropa.
Baltika begyndte driften i 1990. Hovedejeren var indtil 2024 danske Carlsberg. Baltika er noteret på Russian Trading System og Moscow Interbank Currency Exchange med tickeren PKBA.

## Links
- Officielle hjemmeside